# 1,8-Naftyrydyna
1,8-Naftyrydyna – heterocykliczny, aromatyczny związek chemiczny z grupy naftyrydyn. Może zostać otrzymana m.in. w reakcji 2-aminopirydyny z gliceryną w obecności 3-nitrobenzenosulfonianu sodu i środowisku kwasu siarkowego. W chemii koordynacyjnej 1,8-naftyrydyna wykorzystywana jest jako ligand (skrót: napy). Niektóre z jej pochodnych wykazują aktywność farmakologiczną, np. kwas nalidyksowy.